# Доній Шайн
45°29′ пн. ш. 14°58′ сх. д. / 45.48° пн. ш. 14.96° сх. д.
Доній Шайн (хорв. Donji Šajn) — населений пункт у Хорватії, у Приморсько-Горанській жупанії у складі громади Брод-Моравиці.

## Населення
Населення за даними перепису 2011 року становило 0 осіб.
Динаміка чисельності населення поселення:

## Клімат
Середня річна температура становить 8,65 °C, середня максимальна – 21,88 °C, а середня мінімальна – -6,06 °C. Середня річна кількість опадів – 1437 мм.
| Клімат поселення                              | Клімат поселення | Клімат поселення | Клімат поселення | Клімат поселення | Клімат поселення | Клімат поселення | Клімат поселення | Клімат поселення | Клімат поселення | Клімат поселення | Клімат поселення | Клімат поселення | Клімат поселення |
| Показник                                      | Січ.             | Лют.             | Бер.             | Квіт.            | Трав.            | Черв.            | Лип.             | Серп.            | Вер.             | Жовт.            | Лист.            | Груд.            |                  |
| Середній максимум, °C                         | 5,85             | 6,86             | 9,88             | 13,91            | 18,56            | 21,88            | 21,51            | 21,16            | 17,29            | 12,89            | 7,70             | 4,24             |                  |
| Середня температура, °C                       | −0,11            | 0,90             | 3,92             | 7,96             | 12,60            | 15,92            | 17,82            | 17,46            | 13,60            | 9,18             | 3,99             | 0,52             |                  |
| Середній мінімум, °C                          | −6,06            | −5,05            | −2,03            | 1,98             | 6,64             | 9,98             | 14,12            | 13,76            | 9,90             | 5,48             | 0,30             | −3,17            |                  |
| Норма опадів, мм                              | 82               | 87               | 105              | 122              | 109              | 133              | 105              | 117              | 134              | 160              | 161              | 122              |                  |
| Середньомісячна швидкість вітру, м/с          | 1.89             | 2.05             | 2.33             | 2.24             | 2.12             | 1.99             | 1.90             | 1.85             | 1.79             | 1.89             | 2.04             | 2.02             |                  |
| Середньомісячна сонячна радіація, кДж/м²·день | 4182             | 6951             | 10244            | 14579            | 18769            | 20367            | 21720            | 18416            | 13497            | 8695             | 4617             | 3486             |                  |
| --------------------------------------------- | ---------------- | ---------------- | ---------------- | ---------------- | ---------------- | ---------------- | ---------------- | ---------------- | ---------------- | ---------------- | ---------------- | ---------------- | ---------------- |
| Джерело:                                      |                  |                  |                  |                  |                  |                  |                  |                  |                  |                  |                  |                  |                  |